# Ramon Salsas i Blanch
Ramon Salsas i Blanch (Badalona, 30 de gener del 1902 - 18 d'octubre del 1987) fou un compositor de sardanes i concertista de piano, cofundador de l'Orfeó Badaloní.
Als 7 anys ingressà a l'Escola Municipal de Música de Barcelona i estudià amb Joaquim Canals (piano) i Enric Morera (harmonia, contrapunt i fuga). Entre els companys d'estudi tingué Joan Baptista Lambert, Antoni Botey, Claudi Soler i Joaquim Serra, entre d'altres. Fou cofundador de l'Orfeó Badaloní el 1921. Va ser concertista de piano, formà part de diversos trios musicals, un d'ells amb Lluís Millet i Farga (violoncel) i Francesc Costa (violí); un altre amb Jaume Lecha (violí) i Josep Trotta; un tercer amb Domingo Ponsa (violí) i Eduard Bocquet; i finalment formà part del Trio SOS junt amb Francesc Solà (violoncel) i Joan Oriol i Ferrer (violí). Participà com a membre del jurat en diversos concursos musicals.
Es casà amb Esperança Puig i Pons el 1948 i del matrimoni naixeren quatre fills: Joan, Ramon, Margarida i Gabriel. L'any 1960 rebé de l'entitat Badalona Sardanista la Medalla al Mèrit al Compositor. Entre 1965 i 1970 ocupà el càrrec de director de l'Escola Municipal de Música de Badalona, de la qual era professor de piano i composició des de 1929.
El seu fons personal es conserva a la Biblioteca de Catalunya.

## Sardanes
- Cap d'any, (1929).
- Consol.
- En somnis, (1924).
- Flam de joia, (1927).
- Jorns encesos, (1931).
- Maria de Bellmunt, (1942).
- Presumideta, (1923).
- Carner, Josep (lletra). Renovellament.  Barcelona: Unión Musical Española, (entre 1900 i 1929).
- La sardana dels mariners.
- La sardana trista.
- Sardanes als envelats, (1929).
- El sol dels mariners, (1929).
- La vall de Pomar.[2]